# Stanisław Grędziński
Stanisław Grędziński (Ostrzyca, 19 ottobre 1945 – 19 gennaio 2022) è stato un velocista polacco.

## Palmarès

### Europei
- 3 medaglie:
  - 2 ori (Budapest 1966 nei 400 m piani; Budapest 1966 nella staffetta 4 × 400 m)
  - 1 bronzo (Atene 1969 nei 400 m piani)

### Europei indoor
- 1 medaglia:
  - 1 argento (Vienna 1970 nei 400 m piani)